# Genoveva van Brabant

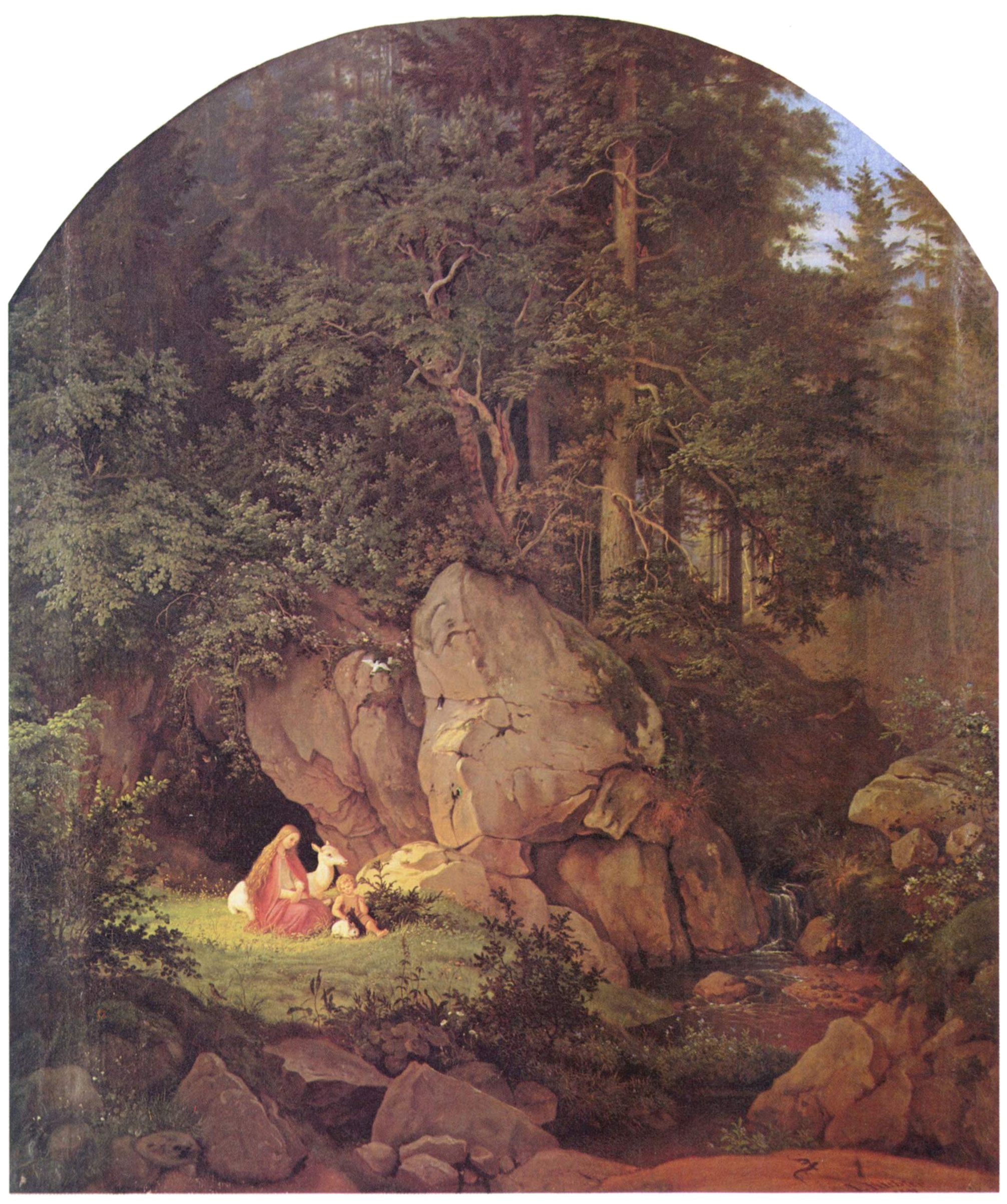
Haar verblijf in het bos, een werk van Adrian Ludwig Richter

Genoveva van Brabant is een vrouw uit een middeleeuws volksverhaal. Ze belichaamt, evenals Griseldis, de zwaarbeproefde huwelijkstrouw.
Genoveva was in de 8e eeuw getrouwd met paltsgraaf Siegfried, die haar beschuldigde van ontrouw tijdens zijn afwezigheden. De graaf gaf opdracht zijn vrouw en haar tweejarige zoontje te verdrinken, maar de beul die dit moest uitvoeren liet hen achter in een grot in de Ardennen. Daar vond Siegfried ze zes jaar later terug; door dit wonder geloofde hij in haar onschuld en hij nam haar weer mee naar huis.
Volgens een andere versie zou het verhaal teruggaan op Maria van Brabant, echtgenote van Lodewijk II, hertog van Opper-Beieren en graaf van de Palts. Zij werd effectief door haar man ter dood veroordeeld op 18 januari 1256, maar postuum vergeven. De naamsverandering zou gebeurd zijn onder invloed van de heilige Genoveva van Parijs, patroonheilige van die stad.
Het verhaal is overgenomen in verscheidene vertellingen en muziekstukken:
- L'innocence reconnue ou vie de Sainte Geneviève de Brabant, een verhaal van René de Cerisiers uit 1638
- Geneviève de Brabant, een operette van Offenbach
- Geneviève de Brabant, een (mini) opera in 3 acten voor stem, chorus & piano (ca. 1900) op een libretto van José-Maria Patricio Contamine de Latour met muziek van Erik Satie
- Genoveffa di Brabante, een stuk van Christian Friedrich Hebbel
- Genoveva, een opera van Robert Schumann
- Suor Angelica, een opera van Puccini, die volgens Ricordi geïnspreerd zijn door het stuk van Hebbel
- Genoveva van Brabant, een boek van Stijn Streuvels in twee delen, respectievelijk uit 1919 en 1920
- De schone en stichtende historie van Genoveva van Brabant, eveneens van Stijn Streuvels, kortere versie uit 1921
- Genoveva van Brabant, boek door Vrouwe Courtmans geboren Bergmans met houtsneden van E. Pellens, 3de uitgave van 1921 door uitgeverij L. Opdebeek uit Antwerpen
- Genoveva van Brabant krijgt eveneens een vermelding in het gedicht Huldedicht aan Singer van Paul van Ostaijen